# توني وايت (كرة سلة)
توني وايت (بالإنجليزية: Tony White)‏ مواليد 15 فبراير 1965 في تشارلوت، هو لاعب كرة سلة أمريكي سابق. بدأ مسيرته الاحترافية في سنة 1987. تم اختياره من قبل فريق شيكاغو بولز خلال الدرافت. يبلغ طوله 6 قدم 2 بوصة (1.9 م). حقق المركز الأول في بطولة أمم الأمريكتين لكرة السلة 1993. اعتزل اللعب في 2000.

## المسيرة الاحترافية
لعب مع شيكاغو بولز في سنة 1987، ثم لعب مع نيويورك نيكس في سنة 1987، ثم لعب مع غولدن ستايت ووريورز في موسم 1987–1988، ثم لعب مع نادي إيه إي كي لكرة السلة في موسم 1993–1994، ثم لعب مع نادي أريس لكرة السلة في موسم 1994–1995.

## الميداليات
| الميدالية | المسابقة                             |
| --------- | ------------------------------------ |
| ذهبية     | بطولة أمم الأمريكتين لكرة السلة 1993 |

## روابط خارجية
- توني وايت على موقع إن بي أي (الإنجليزية)
- توني وايت على موقع سبورتس رفرنس (الإنجليزية)
- توني وايت على موقع الدوري الإسباني لكرة السلة (الإسبانية)
- توني وايت على موقع كرة السلة الأوروبية.كوم (الإنجليزية)
- توني وايت على موقع كلية كرة السلة في سبورتس رفرنس.كوم (الإنجليزية)
- توني وايت على موقع ريلجم (الإنجليزية)
- توني وايت على موقع بروبوليرز (الإنجليزية)
- توني وايت على موقع سبورتس رفرنس (الإنجليزية)